# تكيمان
تكيمان هي مدينة تقع في غانا. يبلغ عدد سكانها حوالي 104،212 نسمة (إحصاء 2013).